# Уча де Сус (Брашов)
Уча де Сус (рум. Ucea de Sus) насеље је у Румунији у округу Брашов. Oпштина се налази на надморској висини од 492 m.

## Историја
Према државном шематизму православног клира Угарске у месту "Алсо Уца" живело 165 породица, са придодатим филијарним 108 из Корбе. Православни пароси су били поп Василије Оприш и поп Никола Гурлеа, којима је помагао капелан поп Кандид Поповић.

## Становништво
Према подацима из 2002. године у насељу је живело 944 становника, од којих су сви румунске националности.